# Магистриан
Магистриа́н или Магистрия́н (др.-греч. Μαγιστριανὸς ← лат. Magistrianus — «член штата службы магистра оффиций, agentis in rebus», от лат. magister — «учитель, наставник») — мужское личное имя.
Магистриан — редкое мужское имя, оно встречается в «Лавсаике»: рассказ о мученике Магистриане и в «Прологе»: под 30 апреля помещён рассказ о неком Магистриане проявившем милосердие, он  накрыл своей одеждою умершего нагого человека, Магистриан затем упал с лошади и у него началась гангрена ноги, врачи собирались ампутировать её, но  Бог послал умершего ранее человека к Магистриану, а последний чудесно исцелил Магистриана.